# Gobius cobitis
Gobius cobitis é um peixe do gênero Gobius. Um peixe da zona da pré-praia, encontra-se entre limos, rochas e em charcos - por vezes em meios salobros porque recebem água doce. É o maior dos cabozes (Gobiidae) nos mares europeus. Alimenta-se exclusivamente de algas verdes filamentosas, crustáceos, poliquetas e insectos.